# Il faut du temps (je me battrai pour ça)
"Il faut du temps (je me battrai pour ça)" (tradução portuguesa: "É preciso tempo (Eu lutarei por isso)" foi a canção que representou a França no Festival Eurovisão da Canção 2002 que se realizou em Tallinn, na Estónia, em 25 de maio desse ano.
A referida canção foi interpretada em francês por Sandrine François. Foi a décima-sétima canção a ser interpretada na noite do festival, a seguir à canção da Bélgica "Sister", interpretada por Sergio & The Ladies e antes da canção da Alemanha "I Can't Live Without Music", cantada por Corinna May. Terminou a competição em quinto lugar, tendo recebido um total de 104 pontos. No ano seguinte, em 2003, a França fez-se representar por Louisa Baïleche que interpretou a canção "Monts et merveilles".

## Autores
- Letrista: Patrick Bruel,Marie-Florence Gros
- Compositor: Rick Allison,Patrick Bruel

## Letra
A canção é uma power ballad com Sandrine explicando Diggiloo Thrush. «Il faut du temps (Je me battrai pour ça) - lyrics». Consultado em 17 de maio de 2011 que tudo o que é bom na vida leva tempo e que ela está preparada para lutar até conseguir os seus objetivos.

## Outras versões
A versão em inglês teve o título "After The Rain".